# Феогност I (епископ Рязанский)

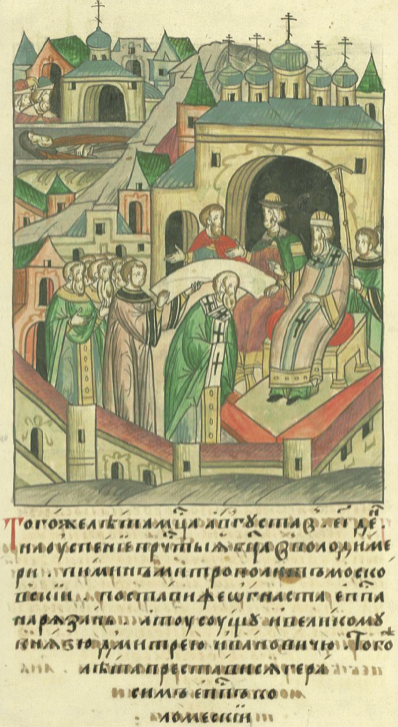
Митрополит Пимен посвящает Феогноста I в епископы Рязанские

Епископ Феогност I — епископ Русской церкви, епископ Рязанский и Муромский (1387—1389)
15 августа 1387 года (по другим данным, 1388 года) во Владимире-на-Клязьме был рукоположён во епископа Рязанского и Муромского; хиротонию возглавил митрополит Пимен.
По-видимому, как ставленник опального митрополита Пимена он должен был вскоре оставить кафедру. Это произошло в 1389-м (год поставления его преемника по кафедре грека Иеремии в Константинополе) или 1390 году (год приезда митрополита Киприана в Москву).
Год смерти неизвестен.